# Loket (stad)
Loket (Duits: Elbogen) is een stadje in de Tsjechische regio Karlsbad. Het stadje ligt in een bocht van de rivier Ohře (Tsjechisch) of Eger (Duits). "Loket" is Tsjechisch voor "elleboog".

## Geschiedenis
Het Kasteel Loket is al zeer oud. 

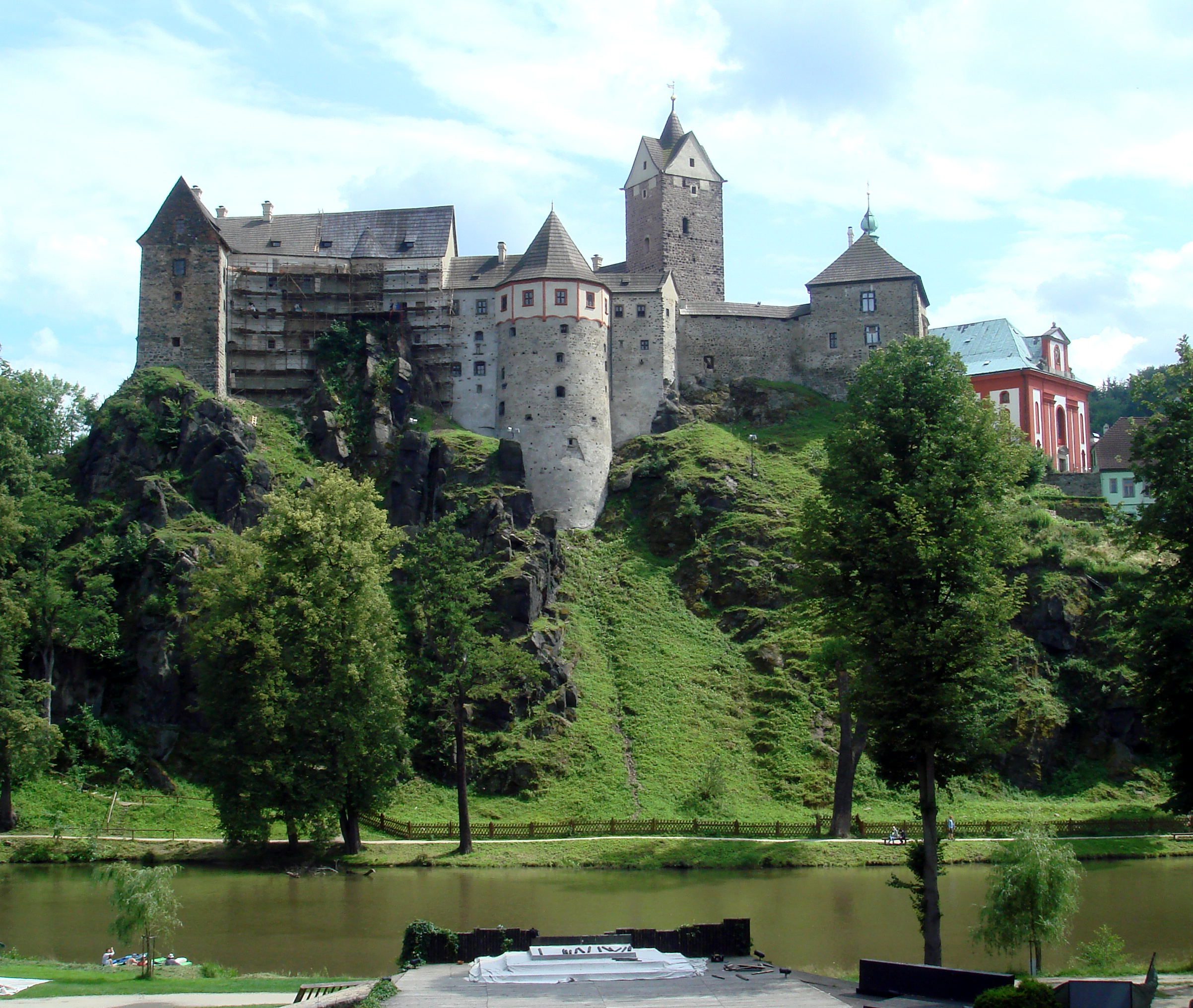
Het kasteel en de stad Loket

Al aan het begin van de 13e eeuw was hier het politieke centrum van de regio Zettlitz.
Tijdens het beleg van Loket, bood de stad succesvol weerstand tegen de Hussieten. In 1521 werd de reformatie ingevoerd door de graven Schlick.
Loket werd gebruikt in de James Bond-film Casino Royale als Montenegro.

## Bezienswaardigheden
- Kasteel Loket, het 12e-eeuwse kasteel wordt nu als museum en voor openbare evenementen gebruikt.
- Boekbindermuseum in het gemeentehuis
- 22 meter hoge hangbrug, een van de oudsten van Tsjechië
- Stadsmuseum

## Partnersteden
- Illertissen, Duitsland

Březová · Bublava · Bukovany · Chlum Svaté Maří · Chodov · Citice · Dasnice · Dolní Nivy · Dolní Rychnov · Habartov · Horní Slavkov · Jindřichovice · Josefov · Kaceřov · Krajková · Královské Poříčí · Kraslice · Krásno · Kynšperk nad Ohří · Libavské Údolí · Loket · Lomnice · Nová Ves · Nové Sedlo · Oloví · Přebuz · Rotava · Rovná · Staré Sedlo · Stříbrná · Svatava · Šabina · Šindelová · Sokolov · Tatrovice · Těšovice · Vintířov · Vřesová